# Ramularia bistortae
Ramularia bistortae är en svampart som beskrevs av Fuckel 1870. Ramularia bistortae ingår i släktet Ramularia och familjen Mycosphaerellaceae.   Inga underarter finns listade i Catalogue of Life.